# Haja
Haja is een historisch motorfietsmerk.
De bedrijfsnaam was: Haja Motorradbau GmbH, Sendenhorst, Westfalen
In de eerste helft van de jaren twintig gingen veel kleine Duitse bedrijven motorfietsen produceren, maar door gebrek aan een dealernetwerk waren ze afhankelijk van regionale klanten. De meesten overleefden dan ook maar enkele jaren. Haja begon in 1924 met de bouw van eenvoudige motorfietsen met 198ccLloyd-motoren, maar moest in 1925 de productie weer beëindigen.